# Сообщество единой судьбы
Сообщество единой судьбы человечества (кит. трад. 人類命運共同體, упр. 人类命运共同体, пиньинь Rénlèi mìngyùn gòngtóngtǐ, палл. Жэньлэй минъюнь гунтунти) — концепция, предложенная генеральным секретарём ЦК КПК Си Цзиньпином в ноябре 2012 года на 18 Всекитайском съезде КПК. В дальнейшем Си Цзиньпин не раз выдвигал идею концепции Сообщества единой судьбы человечества на различных международных площадках. Так в 2015 году он озвучил своё предложение о внедрении данной концепции на 70-й Генеральной Ассамблеи ООН. Идея Сообщества единой судьбы человечества является важной основой концепции реализации мирного развития и построения гармоничного мира, предложенной Китаем.

## Описание
Сообщество единой судьбы человечества представляет собой одно целое переплетение интересов и развития всего человечества. В данный момент сообщество сталкивается со многими серьезными вызовами и угрозами, такими как продовольственная безопасность, нехватка ресурсов, климатические изменения, загрязнение окружающей среды, международная преступность и др., которые не могут быть разрешены одной или несколькими странами, разрешение данных проблем требует сотрудничества всех стран мира.
Данная концепция также описывает «новый» подход к международным отношениям, который заменяет устаревшую модель. Считается, что новый порядок — это Сообщества единой судьбы человечества. Отмечается, что данная концепция с помощью взаимовыгодного сотрудничества отражает новый тип международных отношений. 
По словам Си Цзиньпина «в настоящее время человечество живет в мире, который собрал в себе разные культуры, расы, людей с разным цветом кожи, с разной религией и страны с различным общественным строем. Народы всех стран сформировали Сообщества единой судьбы человечества, где „у тебя есть я, а у меня есть ты“.» Это высказывание отражает два смысла, вложенных в понятие «Сообщество единой судьбы человечества». Во-первых, в нем подчеркивается различие современного мира, а во-вторых, взаимозависимость всех стран мира.
Концепция предполагает отказ от войны и политики силы. По замыслу, новое мышление в области безопасности способствует продвижению мирового управления.
Концепция Сообщества единой судьбы человечества единогласно включена 30 странами-участницами Комиссии по социальному развитию ООН в проект резолюции в феврале 2017 года. Впоследствии она неоднократно включалась и в другие резолюции ООН.

## Происхождение концепции
Некоторые политологи считают, что данная концепция берет своё начало из книги «What is a nation?» французского философа Эрнеста Ренана, который предложил идею о том, что страны объединяет не только этническая принадлежность, но и глубокое чувство общности и общая судьба.
Си Цзиньпин заявил во время Боаоского Азиатского форума в 2015 году, что для построения сообщества единой судьбы необходимо:
- убедиться, что все страны уважают друг друга и относятся друг к другу одинаково;
- создать взаимовыгодное сотрудничество и пути для общего развития;
- стремиться к созданию общего, всеобъемлющего, стабильного пространства для безопасности;
- обеспечить всеобщее участие и взаимный обмен опытом между различными цивилизациями[8].

На сегодняшний день Си Цзиньпин активно применяет данное понятие в международном контексте. Во время конференции по вопросу дипломатического сотрудничества с соседними странами в 2013 году лидер КНР изложил новую политику Китая в отношении соседних государств, известную как «периферийная дипломатия» Китая. В своей речи Си Цзиньпин опирался на риторику Ху Цзиньтао, утверждая, что Китай должен позволить концепции «сообщества единой судьбы» проникнуться в соседние страны. В 2014 году во время конференции по международным делам Си Цзиньпин заявил, что целью Китая является превратить соседние страны в «сообщество единой судьбы». За последние 5 лет Си Цзиньпин во время своих выступлений неоднократно ссылался на данную концепцию, каждый раз увеличивая масштабы «сообщества единой судьбы» от регионального уровня до глобального. Во время Всемирного экономического форума в Давосе Си Цзиньпин подробно разъяснил о намерении Китая построить сообщество с общим будущим человечества. Позднее он озвучил другую концепцию Китая, названную как «Действовать сообща в целях построения сообщества с единым будущим», которая содержалась в резолюции Совета ООН по правам человека.

## Критика
Многие соседние страны обеспокоены растущей силой и влиянием Китая. Считается, что Си Цзиньпин пытается убедить другие государства в том, что их процветание и безопасность будут все больше зависеть от Китая. В качестве доказательства можно привести инициативу «Один пояс, один путь». Таким образом, лидеры Шри-Ланки и Мьянмы жестко критикуют концепцию «сообщества единой судьбы». Многие американские политологи также рассматривают концепцию «сообщества единой судьбы» как попытку Китая стать центром силы в Восточной Азии с помощью расширения экономических связей и «мягкой силы», вытесняя при этом США. Более того, сообщество единой судьбы является неким противовесом Транстихоокеанскому партнерству.
Япония также осуждает намерение Китая внедрить концепцию «сообщества единой судьбы», поскольку считает, что это всего лишь попытка Пекина распространить своё влияние в регионе, а также реформировать глобальную систему управления. Японские политологи расценивают риторику Си Цзиньпина как пропаганду. Более того, Токио не приветствует желание Пекина примерить роль глобального лидера, которую он сможет получить с помощью создания «сообщества единой судьбы».
В то же время Андрей Кортунов, к.и.н., генеральный директор и член Президиума Российского совета по международным делам РСМД, член РСМД отмечает, что
«в отличие от американской Индо-Пацифики, Сообщество единой судьбы человечества не предполагает жестких союзнических обязательств со стороны стран-участников, а сам Китай не меняет своего внеблокового статуса. Хотя, разумеется, полностью уйти от измерения безопасности при проектировании будущего Евразии Китай тоже не может, все же главное в китайском подходе — экономическое и социальное развитие всех регионов, составляющих евразийский континент, преодоление существующих ныне диспропорций в их уровне жизни и степени вовлеченности в континентальную и мировую экономику».